# 克瓦姆
克瓦姆（挪威語：Kvam）是挪威的一個市镇，位於韦斯特兰郡，行政中心为努爾海姆松村。市镇面积为617平方公里，人口数量为8,457人（2020年），人口密度为每平方公里14.6人。